# Stormyrhögen
Stormyrhögen este o arie protejată (arie specială de conservare — SAC, sit de importanță comunitară — SCI) din Suedia întinsă pe o suprafață de 35,8 ha, integral pe uscat.

## Localizare
Centrul sitului Stormyrhögen este situat la coordonatele 64°06′13″N 15°34′36″E / 64.1035°N 15.5767°E.

## Înființare
Situl Stormyrhögen a fost declarat sit de importanță comunitară în aprilie 2004 pentru a proteja 2 specii de plante. Situl a fost protejat și ca arie specială de conservare în martie 2011.

## Biodiversitate
Situată în ecoregiunea boreală, aria protejată conține 2 habitate naturale: Mlaștini alcaline, Taiga vestică.
La baza desemnării sitului se află mai multe specii protejate de  plante (2): Calamagrostis chalybaea, Ranunculus lapponicus.